# Annie Lazor
Annie Lazor (Detroit, 17 agosto 1994) è una nuotatrice statunitense.

## Palmarès
- Giochi olimpici

Tokyo 2020: bronzo nei 200m rana.
- Mondiali in vasca corta

Hangzhou 2018: oro nei 200m rana.
Melbourne 2022: argento nella 4x50m misti.
- Giochi Panamericani

Lima 2019: oro nei 100m dorso, nei 200m dorso e nella 4x100m misti.

## International Swimming League
| Stagione 2019 | Stagione 2020 | Stagione 2021 |
| ------------- | ------------- | ------------- |
| LA Current    | London Roar   | London Roar   |